# 景初
景初（けいしょ）は、三国時代、魏の明帝曹叡の治世に行われた3番目の元号。
237年 - 239年。

## 出来事
- 元年3月：改元改暦して景初暦が施行。
- 3年1月：明帝崩御、斉王曹芳即位。

## 西暦・干支との対照表
| 景初 | 元年  | 2年   | 3年   |
| 西暦 | 237年 | 238年 | 239年 |
| 干支 | 丁巳  | 戊午  | 己未  |

## 他元号との対照表
| 景初   | 元年   | 2年          | 3年   |
| 蜀     | 建興15 | 延熙元       | 延熙2 |
| 呉     | 嘉禾6  | 嘉禾7 赤烏元 | 赤烏2 |
| 公孫淵 | 紹漢元 | 紹漢2        | -     |

## 備考

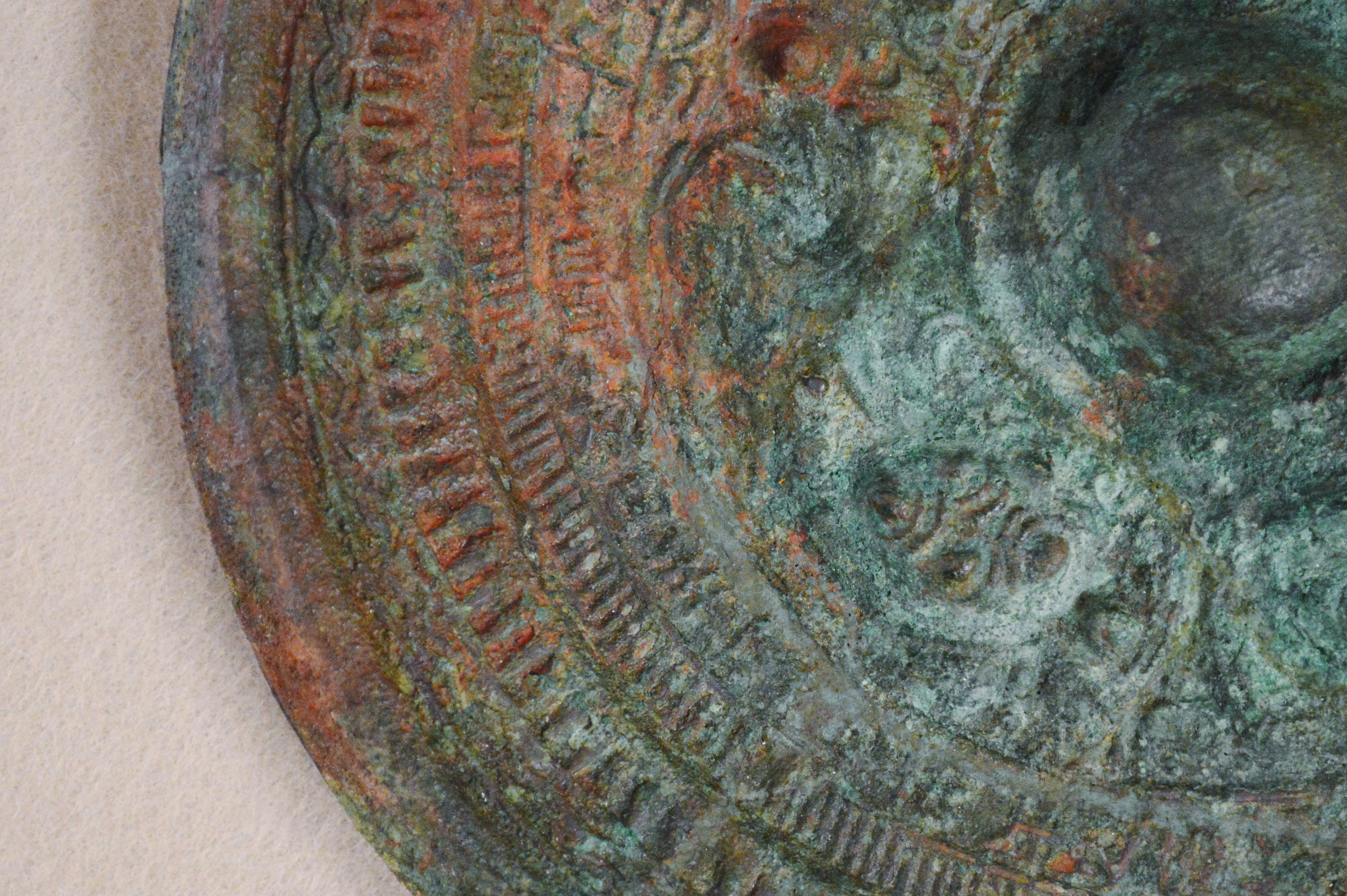
辰馬考古資料館蔵鏡の景初四年銘

平㔟隆郎は、魏書明帝紀には景初改暦時に伴う正月の変更（青龍4年は11月で終わるため）によって本来は存在しない筈の青龍4年12月の記事が実際には存在していることなどを指摘して、景初改暦の際にその暦元として採用された壬辰と同じ辰の年（丙辰）である前年の青龍4年（西暦236年）に遡及させて景初元年としたものの、その後魏晋革命の影響によって元に戻されたために正史の記事に混乱が生じたり、正史に基づけば本来はある筈のない「景初4年」銘の三角縁神獣鏡が存在したりする（同説に基づけば、景初は4年まで存在するため）とした説を唱えている。